# Comostolopsis rubristicta
Comostolopsis rubristicta là một loài bướm đêm trong họ Geometridae.